# Доротея Бранденбурзька
Доротея Бранденбурзька (нім. Dorothea von Brandenburg, дан. Dorothea af Brandenburg, норв. Dorothea av Brandenburg, швед. Dorotea av Brandenburg, лат. Dorothea Brandenburgensis; 31 грудня 1430 — 25 листопада 1495, Калуннборг, Данське королівство) — німецька принцеса з дому Гогенцоллернів, молодша дочка наслідного курфюрста Бранденбурга Йоганна Алхіміка і племінниця імператора Сигізмунда, в шлюбі — королева Данії, Норвегії і Швеції. Прародителька королівської гілки Ольденбурзького дому.

## Життєпис
Доротея фон Гогенцоллерн народилася 31 грудня 1430 року. Вона була молодшою дочкою Йоганна Алхіміка, сина Фрідріха I, маркграфа Бранденбурзького від Єлизавети Баварської, і Барбари Саксен-Віттенберзької, дочки курфюрста Саксонії Рудольфа III Саксен-Віттенберзького від Анни Мейссенської.

### Королева Данії, Норвегії та Швеції (1445—1448)
У квітні 1445 року Йоганн Алхімік, від імені молодшої дочки, уклав шлюбний договір з Хрістофером III, королем Данії, Норвегії та Швеції. 12 вересня 1445 року в Копенгагені відбулася церемонія одруження. На весілля були запрошені представники дворянського стану з усіх країн Кальмарської унії. 14 вересня того ж року Доротея Бранденбурзька була коронована в Лундському соборі і стала королевою Данії, Норвегії та Швеції. Вона отримала феодальні володіння в трьох королівствах і Верхньому Пфальці, які забезпечували їй утримання в розмірі 45 000 і 15 0000 рейнських гульденів відповідно.
Шлюб був бездітним і тривав недовго. 5 січня 1448 року Крістофер III раптово помер у Гельсінгборзі. Доротея Бранденбурзька вирішила передати владу риксроду, який мав обрати нового короля. Але їй не дозволили. По-перше, частина дворянства не бажала обрання монарха з місцевої еліти. По-друге, вдові короля належало «придане королеви» — феодальні володіння в трьох королівствах, і, у разі її відмови від влади, солідна грошова компенсація.
Державна рада ухвалила рішення видати Доротею Бранденбурзьку за наступного монарха. Йоганн Алхімік почав переговори про шлюб дочки з королем Казимиром IV Польським і ерцгерцогом Альбрехтом VI Австрійським, братом імператора Фрідріха III. Але влітку 1448 року риксрод обрав новим королем молодого графа Кристіана І Ольденбурзького, що мав родинні зв'язки з угасаючими династіями Естрідсенів і Харфаргів.

### Королева Данії (1449—1481) і Норвегії (1450—1481)
28 вересня 1448 року Кристіан Ольденбурзький був проголошений королем Данії під ім'ям Кристіана I і 28 жовтня 1449 року одружився з вдовою свого попередника, після чого вони були короновані в церкві Богоматері. 13 травня 1450 року під тим же ім'ям він був визнаний королем Норвегії і коронований у Тронхеймському соборі.
Вступивши в шлюб, Доротея Бранденбурзька відмовилася від колишніх феодальних володінь в Данії і Норвегії, отримавши натомість замок Калундборг і острів Самса в Данії і область Румеріке в Норвегії. За володіння в Швеції їй довелося вести тривалу боротьбу, яка завершилася визнанням її прав.
У 1460 році Кристіан I успадкував герцогство Шлезвіг і графство Гольштейн, яке в 1474 році також було перетворено в герцогство, і королева стала першою герцогинею і Шлезвігу і Гольштейну. Доротея Бранденбурзька неодноразово, але марно претендувала на феоди покійного батька в Бранденбурзі, який по смерті не залишив нічого, окрім боргів.
За свідченнями сучасників, вона мала тверезий практичний розум і твердий характер, який допомагав їй відстоювати свої інтереси. Королева мала великий вплив на чоловіка і правила королівствами від його імені, коли він перебував у від'їзді. Її вміння вести господарство допомогло погасити всі борги чоловіка і викупити закладені їм замки. В подяку в 1479 році Кристіан I передав їй у ленне володіння герцогство Гольштейн, а в наступному році і герцогство Шлезвіг.
Доротея Бранденбурзька протегувала церкві. Вона підтримувала францисканців-обсервантів, для яких побудувала монастир у Кезі і курувала будівництво каплиці Святої Трійці в Роскілльскому соборі. В 1474—1475 роках король і королева здійснили паломництво до Риму, де їх прийняв папа римський Сікст IV. На зворотному шляху вони відвідали Мантуанське маркграфство, правителем якого був свояк Кристіана I, Лудовіко III Гонзага, і Доротея Бранденбурзька зустрілася з сестрою-маркграфинею. Вона відвідала її ще раз, вже вдовою, під час прощі до Риму в 1488 році.

### Королева Швеції (1457—1464)
Після смерті Крістофера Баварського дворянський стан Швеції відмовився визнати своїм королем Кристіана Ольденбурзького і обрала нового монарха з місцевої еліти. Ним став Карл Кнутсон Бонда, який 20 червня 1448 року зійшов на престол Швеції під ім'ям Карла VIII. 20 листопада 1449 року він також став королем Норвегії під ім'ям Карла I, але, не маючи родинних зв'язків з згаслої династії Хорфагероф, незабаром був позбавлений влади.
Карл VIII позбавив Доротею Бранденбурзьку феодальних володінь на території Швеції. Вона спробувала вирішити цю проблему мирним шляхом на зустрічі представників трьох королівств в Гальмстаді в 1450 році. Через рік, між Данією і Норвегією, з одного боку, і Швецією з іншого. почалася війна. В 1455 році Доротея Бранденбурзька звернулася до Папи Римського з проханням визнати її право на феоди в Швеції. Війна завершилася вигнанням Карла Кнутсона Бонда. 23 червня 1457 року в Упсальському соборі Кристіан I і його дружина були короновані. Доротея Бранденбурзька отримала у володіння провінції Нерке і Вермланд, а також солідну грошову компенсацію.
23 червня 1464 року, коли дворянський стан Швеції знову визнало королем Карла VIII, Доротея Бранденбурзька знову втратила свої володіння, і знову розпочалися переговори, які завершилися війною. В 1471 році, після поразки у війні за підсумками битви при Брункеберзі, вона знову апелювала до Святого Престолу. Її інтереси в Римі представляв кардинал-племінник Франческо Гонзага. В 1475 році римський папа Сікст IV видав буллу, в якій зажадав від регента Стена Стуре Старшого задовольнити всі вимоги колишньої королеви. До самої смерті Доротеї Бранденбурзької регенту загрожувало відлучення від церкви.

### Регентша Шлезвіг-Гольштейн (1481—1494)
21 травня 1481 року Доротея Бранденбурзька овдовіла вдруге. Резиденцією вдовуючої королеви став замок Калуннборг. Їй, як і раніше, належали герцогства Шлезвіг і Гольштейн, якими вона правила від імені неповнолітнього молодшого сина Фредеріка, свого улюбленця. Є думка, що вона навіть намагалися отруїти старшого сина Ганса I, короля Данії і Норвегії, щоб молодший міг зайняти його місце. Як колись на чоловіка, Доротея Бранденбурзька продовжила чинити вплив на короля-сина і риксрод. Вона намагалася залишити Шлезвіг і Гольштейн молодшому синові, але, незважаючи на докладені нею зусилля, в 1490 році герцогства довелося розділити між обома синами. Остаточно поділ було закріплено в 1494 році на сеймі в Калуннборзі, незадовго до смерті вдовуючою королеви.
Доротея Бранденбурзька померла в своєму замку 25 листопада 1495 року і похована в Роскільському соборі поруч з другим чоловіком.

## Родина
1 Чоловік — Хрістофер III (1416 — 1448), король Данії, Норвегії та Швеції
Діти: не було.
2 Чоловік — Кристіан I (1416 — 21.5.1481), король Данії, пізніше також король Норвегії Швеції.
Діти:
- Олав Данський (1450—1451), помер у дитинстві;
- Кнуд Данський (1451—1455), помер у дитинстві;
- Ганс Данський (01.02.1455 — 20.02.1513), король Данії з 21 травня 1481 року і король Норвегії з 21 травня 1481 року під ім'ям Йоганна I, король Швеції з 18 жовтня 1497 по 29 липня 1501 року під ім'ям Югана II, герцог Шлезвіг-Гольштейна, одружився з принцесою Кристиною Саксонською ;
- Маргрете Данська (23.06.1456 — 14.07.1486), в шлюбі королева Шотландії, дружина Якова III, короля Шотландії;
- Фредерік (07.10.1471 — 10.04.1533), король Данії з 26 березня 1523 року і король Норвегії з 23 серпня 1524 року під ім'ям Фрідріха I, герцог Шлезвіг-Гольштейн-Готторпа, першим шлюбом одружився з принцесою Анною Бранденбурзькою, другим шлюбом з принцесою Софією Померанською [26].